# Usina Nuclear de Kashiwazaki-Kariwa
A Usina Nuclear de Kashiwazaki-Kariwa 柏崎刈羽原子力発電所 (Kashiwazaki-Kariwa genshiryoku-hatsudensho, Kashiwazaki-Kariwa NPP) é uma grande e moderna (ela possui o primeiro reator ABWR do mundo) usina nuclear localizada em uma instalação de 4,2 quilômetros quadrados (1 038 acres). Com terras incluindo partes das cidades de Kashiwazaki e Kariwa na Prefeitura de Niigata, no costa do Mar do Japão do Japão, de onde a sua água para refrigeração é retirada. A usina é operada e é de propriedade da Tokyo Electric Power Company (TEPCO).
É a maior usina nuclear geradora de energia elétrica do mundo tanto por capacidade instalada como por produção de energia elétrica, com 8,212 MW de potência total e potência de 7 965 MW para a rede de energia elétrica, atingindo um pico de produção de energia elétrica em 1999 quando teve todas os seus 7 reatores nucleares instalados e em funcionamento comercial atingindo uma produção de 60,5 TWh.
Ela estava à aproximadamente a 19 km do epicentro do segundo terremoto mais forte que já ocorreu com a usina, o Terremoto Chūetsu de 2007 que era 6,6 Mw. Ele atingiu a planta além da base do seu projeto e iniciou uma extensa desativação para a inspeção, que indicou que maiores medidas antiterremotos eram necessárias antes que as operações pudessem continuar. A usina foi completamente desativada por 21 meses após esse terremoto. A unidade 7 foi reativada após as atualizações de efeito sísmico em 9 de maio de 2009, seguida pelas unidades 1, 5 e 6(as unidades 2,3 e 4 não foram reativadas).
Depois do Terremoto de 11 de março de 2011, todas as unidades que haviam sido religadas foram desativadas e melhorias na segurança estão sendo feitas e nenhum reator foi reativado desde então; as propostas mais antecipatórias para a reativação são para abril de 2019 (para os reatores 6 e 7).

## Reatores
Existem 7 unidades, as quais estão alinhadas com a costa. As numerações começam com a unidade 1, que é a unidade mais ao sul até a unidade 4, então tem um grande espaço verde entre as unidades 4 e 7, então continua com as unidades 6 e 7, os mais novos dos reatores.
|                                     | KK – 1                 | KK – 2                 | KK – 3                | KK – 4                | KK – 5              | KK – 6                 | KK – 7                |
| ----------------------------------- | ---------------------- | ---------------------- | --------------------- | --------------------- | ------------------- | ---------------------- | --------------------- |
| Tipo de Reator                      | BWR                    | BWR                    | BWR                   | BWR                   | BWR                 | ABWR                   | ABWR                  |
| Potência para a rede (MW)           | 1,067                  | 1,067                  | 1,067                 | 1,067                 | 1,067               | 1,315                  | 1,315                 |
| Potência total (MW)                 | 1,100                  | 1,100                  | 1,100                 | 1,100                 | 1,100               | 1,356                  | 1,356                 |
| Início da construção                | 5 de junho de 1980     | 18 de novembro de 1985 | 7 de março de 1989    | 5 de março de 1990    | 20 de junho de 1985 | 3 de novembro de 1992  | 1 de julho de 1993    |
| Criticalidade                       | 12 de dezembro de 1984 | 30 de novembro de 1989 | 19 de outubro de 1992 | 1 de novembro de 1993 | 20 de julho de 1989 | 18 de dezembro de 1995 | 1 de novembro de 1996 |
| Data de comissão                    | 18 de setembro de 1985 | 28 de setembro de 1990 | 11 de agosto de 1993  | 11 de agosto de 1994  | 10 de abril de 1990 | 7 de novembro de 1996  | 2 de julho de 1997    |
| Custos da instalação (1,000 yen/kW) | 330                    | 360                    | 310                   | 310                   | 420                 | 310                    | 280                   |
| Fornecedor do reator                | Toshiba                | Toshiba                | Toshiba               | Hitachi               | Hitachi             | Hitachi/ Toshiba/GE    | Hitachi/ Toshiba/GE   |

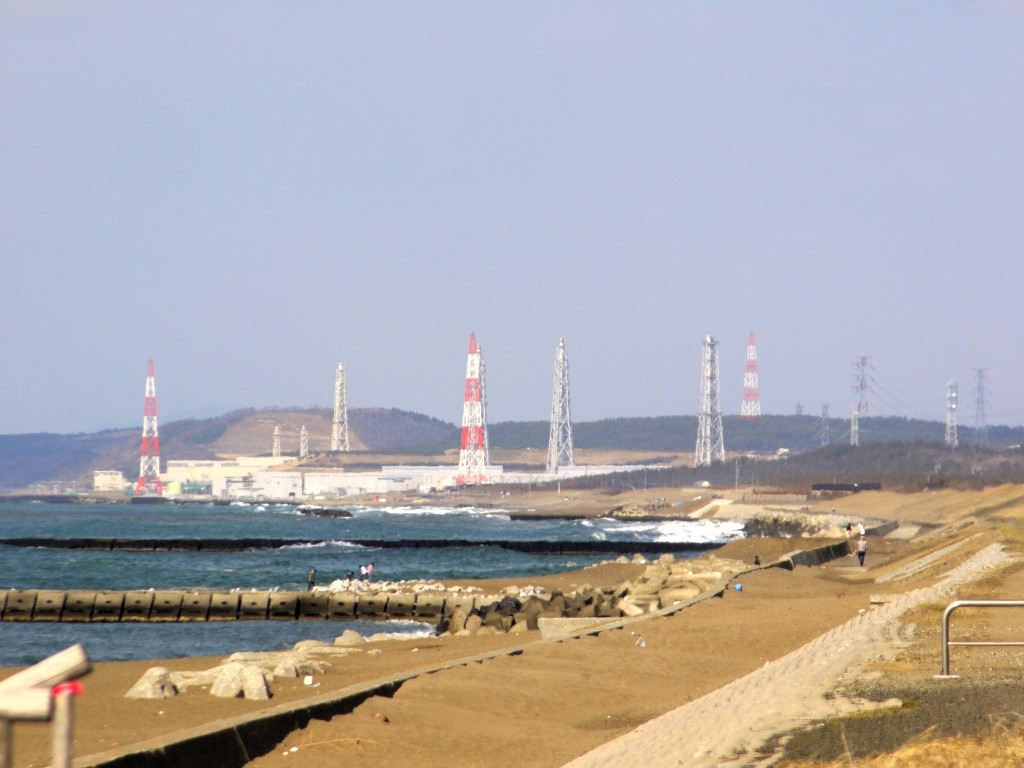
A Usina Nuclear de Kashiwazaki-Kariwa, com 7 unidades, é a maior estação nuclear do mundo, foi desativada por 21 meses após um terremoto em 2007.

Os custos para as unidades para a instalação refletem bem a tendência geral nos custos para as usinas nucleares. Custos capitais aumentaram durante os anos de 1980s mas se tornaram mais baratos em tempos modernos. As duas últimas unidades foram os primeiros Advanced Boiling Water Reactors (ABWRs) já construídos.

### Performance

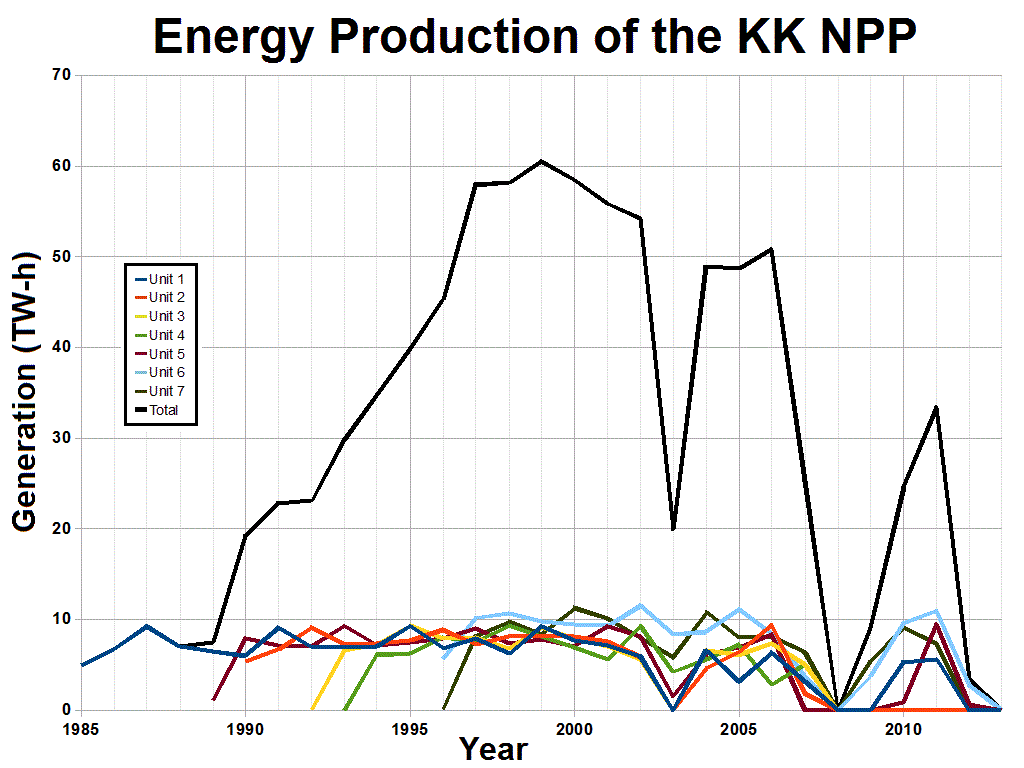
Apesar as frequentes mudanças de performance devido aos desligamentos de rotina, a planta como um todo operou quando continuamente até os eventos dos anos 2000s que afetaram toda a usina.

Uma instalação grande desse port tem várias vantagens econômicas, uma das quais é o impacto limitado do desligamento de reatores individuais para a retirada de combustível já consumido e reposição, o que afeta a produção de energia. Uma suave transição foi vista na história de produção de energia da usina até o tempo da instalação das duas últimas unidades. Infelizmente, desde que a construção foi completada, a usina passou por dois eventos que causaram a desativação dela inteira.
| Ano  | Unidade 1 | Unidade 2 | Unidade 3 | Unidade 4 | Unidade 5 | Unidade 6 | Unidade 7 | Total  |
| ---- | --------- | --------- | --------- | --------- | --------- | --------- | --------- | ------ |
| 1985 | 4.960     |           |           |           |           |           |           | 4.960  |
| 1986 | 6.704     |           |           |           |           |           |           | 6.704  |
| 1987 | 9.195     |           |           |           |           |           |           | 9.195  |
| 1988 | 6.960     |           |           |           |           |           |           | 6.960  |
| 1989 | 6.442     |           |           |           | 1.041     |           |           | 7.484  |
| 1990 | 5.987     | 5.386     |           |           | 7.911     |           |           | 19.284 |
| 1991 | 9.032     | 6.642     |           |           | 7.093     |           |           | 22.767 |
| 1992 | 6.958     | 9.047     | 0.053     |           | 6.977     |           |           | 23.035 |
| 1993 | 6.874     | 7.213     | 6.488     | 0.012     | 9.238     |           |           | 29.825 |
| 1994 | 7.020     | 7.291     | 7.264     | 6.040     | 7.155     |           |           | 34.771 |
| 1995 | 9.235     | 7.697     | 9.254     | 6.182     | 7.508     |           |           | 39.877 |
| 1996 | 6.814     | 8.811     | 7.922     | 8.068     | 7.906     | 5.663     | 0.058     | 45.242 |
| 1997 | 7.900     | 7.284     | 8.016     | 7.517     | 8.919     | 10.161    | 8.128     | 57.926 |
| 1998 | 6.176     | 8.142     | 6.748     | 9.259     | 7.353     | 10.702    | 9.716     | 58.095 |
| 1999 | 9.199     | 8.209     | 9.028     | 8.142     | 7.772     | 9.710     | 8.445     | 60.505 |
| 2000 | 7.715     | 8.140     | 7.945     | 6.919     | 7.043     | 9.412     | 11.240    | 58.413 |
| 2001 | 7.071     | 7.595     | 6.986     | 5.591     | 9.199     | 9.270     | 10.078    | 55.790 |
| 2002 | 5.906     | 5.866     | 5.576     | 9.240     | 8.191     | 11.504    | 7.990     | 54.273 |
| 2003 | 0.000     | 0.000     | 0.000     | 4.186     | 1.503     | 8.401     | 5.778     | 19.869 |
| 2004 | 6.497     | 4.660     | 6.550     | 5.624     | 6.135     | 8.635     | 10.805    | 48.906 |
| 2005 | 3.126     | 6.388     | 6.062     | 7.192     | 6.853     | 11.126    | 7.977     | 48.725 |
| 2006 | 6.299     | 9.331     | 7.331     | 2.817     | 8.400     | 8.447     | 8.166     | 50.792 |
| 2007 | 3.165     | 1.830     | 5.054     | 5.061     | 0.0       | 3.758     | 6.358     | 25.226 |
| 2008 | 0.0       | 0.0       | 0.0       | 0.0       | 0.0       | 0.0       | 0.0       | 0.0    |
| 2009 | 0.0       | 0.0       | 0.0       | 0.0       | 0.0       | 3.654     | 5.366     | 9.02   |
| 2010 | 5.291     | 0.0       | 0.0       | 0.0       | 0.780     | 9.522     | 9.034     | 24.627 |
| 2011 | 5.606     | 0.0       | 0.0       | 0.0       | 9.402     | 10.960    | 7.349     | 33.317 |
| 2012 | 0.0       | 0.0       | 0.0       | 0.0       | 0.0       | 0.0       | 0.0       | 0.0    |
| 2013 | 0.0       | 0.0       | 0.0       | 0.0       | 0.0       | 0.0       | 0.0       | 0.0    |
| 2014 | 0.0       | 0.0       | 0.0       | 0.0       | 0.0       | 0.0       | 0.0       | 0.0    |
| 2015 | 0.0       | 0.0       | 0.0       | 0.0       | 0.0       | 0.0       | 0.0       | 0.0    |
| 2016 | 0.0       | 0.0       | 0.0       | 0.0       | 0.0       | 0.0       | 0.0       | 0.0    |

### Desligamentos parciais
Em fevereiro de 1991, a unidade 2 foi automaticamente desligada seguindo uma rápida queda do nível de pressão de óleo dentro da turbina de vapor.
Em 18 de julho de 1997, vapor radioativo vazou pelo manômetro da unidade 7 da usina de Kashiwazaki-Kariwa. Em maio, uma explosão em um tubo atrasou diversos testes de funcionamento na usina, e antes em julho, encontraram fumaça saindo do maquinário da planta.
Em janeiro de 1998, a unidade 1 foi desligada após aumento dos níveis de radiação no vapor passando pela turbina, o que acionou alarmes. Os níveis reportados eram de 270 vezes o nível de operação esperado.
Os reatores na Usina KK foram desligados um por um após a descoberta de falsificação deliberada de dados. O primeiro foi retirado de ação em 9 de setembro de 2002 e o último foi desligado em 27 de janeiro de 2003. As unidades mais novas, os intrinsecamente mais seguros ABWRs, foram reativados mais rápido e sofrerem o menor efeito. As unidades 1,2 e 3 por sua vez, não geraram energia durante o ano fiscal de 2003.

### Combustível
Todos os reatores continuam a usar urânio pouco enriquecido como combustível nuclear, entretanto, existiram planos da TEPCO para usar combustível MOX em alguns dos reatores com a permissão da Comissão de Energia Atômica do Japão (JAEC). Um referendo público na Vila de Kariwa em 2001 teve como resultado  53% dos votos contra o uso do novo combustível. Após os escândalos de fabricação de dados pela TEPCO em 2002, Nobuya Minami, o presidente à época, anunciou que os planos de usar combustível MOX na usina de KK haviam sido suspensos por tempo indefinido.